# Ернесто Сабато
Ернесто Сабато (шп. Ernesto Sabato; Буенос Ајрес, 24. јуна, 1911 — Сантос Лугарес, 30. априла 2011) био је аргентински књижевник.
Докторирао је на Universidad de La Plata физику и филозофију. Спада међу најзначајније аргентинске писце. Пре књижевне каријере бавио се физиком, најприје у оквиру „Фондације Кири“, а потом и као професор на Универзитету La Plata. Науку оставља 1945. године и започиње књижевни рад.
Иако је велики писац, написао је само три романа, и мноштво есеја. Ти романи су трилогија. Баве се проблемом лудила и мрачним стањима ума као што су насиље, родоскрнављење, манија прогањања, а као најбољи пример је део романа „О јунацима и гробовима“ који се зове „Извештај о слепима“. Комбинујући искуства егзистенцијалистичке поетике (роман „Тунел“) са елементима магичног реализма ("О јунацима и гробовима"), те наративним стратегијама карактеристичним за постмодерну (Абадон анђео уништења"). Сабато је створио особен, непоновљив литерарни калеидоскоп и сврстао се у ред најзначајнијих писаца друге половине 20. вијека.
Између осталог Сабато је политички ангажован писац који је у својим романима критиковао војну диктатуру у Аргентини, те га стога називају „анти Борхесом“ јер Борхес није допуштао никакав утицај дневне политике у своја дјела, иако деле заједничко занимање за метафизику с том разликом што Борхес тражи оно надсвесно или Бога, док Сабато тражи оно подсвјесно или узроке лудила. Срели су се пар пута и њихове дискусије су објављене у књизи. Сабато је био председник комитета који је трагао за несталим особама током владавине војне хунте у Аргентини.

## Дела

### Романи
- „Тунел“ (1948)
- „О јунацима и гробовима“ (1961)
- „Абадон анђео уништења“ (1974)

### Есеји
- Uno y el Universo.
- Hombres y Engranajes, 1951.
- Heterodoxia.
- El caso Sábato. Torturas y libertad de prensa. Carta Abierta al General Aramburu.
- El otro rosto del peronismo. 1956. Carta Abierta a Mario Amadeo.
- El escritor y sus fantasmas.
- Tango, discusión y clave.
- Romance de la muerte de Juan Lavalle. Cantar de Gesta.
- Pedro Henríquez Ureña
- Tres aproximaciones a la literatura de nuestro tiempo: Robbe - Grillet, Borges, Sartre.
- Eduardo Falú.
- Diálogos.
- Apologías y Rechazos.
- Los libros y su misión en la liberación e integración de la América Latina.
- Entre la letra y la sangre. Conversaciones con Carlos Catania.
- Antes del fin, 1998 Memorias.
- La Resistencia, 2000